# Lil Free

Lil Free(рус. Лил Фри; настоящее имя — Полищук Дмитрий; рус.Polischuk Dmitry; 23 августа 2006, Вилючинск, Камчатский край, Россия — русский рэпер, певец. 
Родился и вырос в Вилючинск, Камчатский край. Lil Free начал выпускать музыку на YouTube в 2019 - 2020 году, используя псевдоним Lil Free, поскольку как то его друг называла его «новый Lil Free», когда он записывал ролики на ютуб под ником Dont Free. Вскоре он стал популярен на SoundCloud после выпуска альбома Just In Case и сотрудничества с многими музыкантами, что привело его к появлению поклонников. 25 июня 2025 года он выпустил свой альбома Just In Case,куда входит трек Looking Down который в скорее набирает множество тысяч прослушиваний на Spotify и Apple Music,в марте 2023 года выпускает альбом Tears,который ставит большие перемены в его звучание и в его личной жизни.
В начале своей музыкальной карьеры он вдохновлялся Lil Peep
Lil Free был частым потребителем наркотиков и алкоголя из-за проблем с психическим здоровьем.

## Ранняя жизнь
Полищук Дмитрий родился в  Камча́тский край и вырос в городке Вилючинск, в 2017 году снимал видео на ютуб,в середине 2019 года начал снимать видео по многопользовательской игре Gta Samp,псевданим ютуб канала был Dont Free:D,с самого детсва был отстроненным от общества,родители друзей запрещали со мной общаться из за моих родителей,дество было не как у моих сверстников,жил все детство в страхе что люди меня ненавидят,в школьное время встречался с ненавистью всего своего класса,спустя время я закрылся от всех и начал записывать видео на ютуб,видео разного формата,Влоги,Прохождения игр и т.д.это как то помогало на тот момент немного отвлекаться от такой жизни,в начале 2019 года я наачал снимать видео по Samp,количество подписчиков росло,каждый раз менял сервер и уходил из проектов,в конце 2019 года пришла идея заниматься музыкой,к этому сподвиг музыкальный исполнитель Lil Peep.

## Почему Lil Free?
Ему было 12 лет,у Димы был ютуб канал Dont Free:D,как то с близким другом переписывались в Вконтакте,и он кидал другу свои отредаченые фотки где у Димы покрашенные волосы и тату на лице,и друг ответил в сообщением новый Lil Free

## Начало музыкальной карьеры
Это были школьные каникулы,конец декабря 2019 года,Lil Free прихоходит к своему близкому другу Вадиму (Lil Cryver) с порогу говорит что есть идея,включает ему бит,

Lil Free & Lil Cryver Декабрь 2019

они слушают,и они начинают сидеть и думать над текстом,после того как они написали текст подумали как записывать трек,решили что будут записываться через диктофон телефона Вадима,первый записываться начал Lil Free,записывал свой парт на балконе в след пошел Lil Cryver и записал свой куплет,на тот момент они не умели пользоваться программами для сведения музыки,они пришли к общему решению свести трек через видео редактор,я закинул обложку только что записаной песни и бит с вокалом,Lil Free подправил и экспортировал видео,вечером 27 декабря он скрывает все свои старые видео с ютуба и переменовывает  ютуб канал на Lil Free, выкладывает видео под названием "Lil Free x Lil Cryver - Love For Drugs" и перекидывает его Вадиму,на следуйщий день Lil Free приходит к Lil Cryver и записывает вторую песню под названием "Burning School",вечером 28 декабря Lil Free выкладываю трек в видео на ютуб,и в течению 2-х дней он записал еще 2 трека "One More" и "Already Adult",после он перименовал свою группу Вконтакте на свой новый ник,удалил все и выложил туда треки,30 декабря он совмещает записанные треки в EP Lil Free; Milky Way и выкладываю в вк отдельной записью.
После нового года Lil Free решил записать полноценный альбом, записал пару синглов у себя дома, так же на диктафон телефона, позвал записаться Lil Cryver; и его старшего брат(на тот момент YOUNG FREAK;) он так же записывался в первый раз, после записи песни, Дима свел их в редакторе для видео, получился альбом "Sold To The Devil pt.1" на тот момент он все еще не знал о чем  хочет писать музыку.

## Отношение со сверстниками
Дима вышел тогда с каникул и пошел в школу, это был 6-ой класс, как только он пришел в школу, с порогу школы люди очень странно и с презрением смотрели на него, смеялись и тыкали пальцами, он зашел в раздевалку и ко нему стали подходить разные люди с вопрсом "О ты начал писать музыку?смешно" кругом все просто смеялись над ним что он начал писать музыку,в первое время было тяжело.

## Музыка
Лето 2020 года,Lil Free читает о том что такое лейблы и как вообще выпустить свою музыку,по итогу находит сайт где можно выкладывать музыку самому,
«я как помню для меня это было вау,что моя музыка будет везде»,он выкладывает туда EP Milky Way и две части Sold To The Devil,спустя время его релизы одобрили и они появились на музыкальных площадках,в течение лета 2020 года Lil Free решил в каком жанре будет 

Lil Free & XVNKVR вечер записи трека Barbie из альбома Lousy Freak

 писать музыку,выбрав эмо тематику, лирику и прочее, к концу лета 2020 года он записал на половину альбом Sad Boy,в сентябре 2020 выпускает альбом Sad Boy и приступаю к написанию EP Lousy Freak с XVNKVR (ранее YOUNG FREAK)
«Я помню у нас не было интернета, мы начали работу над треком Barbie, нам зашел бит,Макс (XVNKVR),начал сразу писать текст песни и я в след за ним, место для записи трека мы выбрали ванную потому что она глушила сторонние шума и звуки вокруг нас»,они записали все на тот же диктофон телефона и свели его в редакторе для видео,в промежутки середины ноября до ноября мы записали треки "Ronin & Diamonds", В начлае ноября они заканчиваем работу над Lousy Freak и Lil Free так же выкладывает его на музыкальные площадки, до этого они долго выбирали обложку для EP, остановились на обложке с собаками на розовом фоне,
«На тот момент это для нас был прорыв в написание музыки новый уровень» Через время платформа через которую Lil Free выкладывал музыку снесла все релизы из за авторских семплов, и он начал искать уже лейбл,в декабре он записал еще пару песен "Aggressive Freak & Wet Pussy"

Lousy Freak cover

Он писал множеству лейблов, на почту,но не кто мне не хотел отвечать либо я не подходил по их критериям,спустя долгого поиска нашел лейбл,его подписали на AVK Продакшн,но он не долго пробыл там, что то произошло внутри лейбла и лейбл закрылся на время,
В конце мая 2021 года, Lil Free подписывают на тот же лейбл и я выпускаю финальную версию альбома «Just In Case», и в дальнейшем выпуски множество релизов

## Личная Жизнь
со слов Lil Free
« Я видел как смотрели на меня люди,ненависть всех ко мне,я очень сильно начал себя ненавидеть,я начал видеть мир по другому,с самого детства я живу с красным крестом на себе,целью для всех,и живу по сей день так,слишком много меня кидали люди,и всегда я ощущал что во всем моя вина,я никогда не жил в полноценной семье с папой и мамой,люди осуждали меня за это и избегали меня,с 13 лет я пытался выделяться ото всех,выглядить не суразно,менять имидж и одеваться как нравиться мне,в 16 лет набил первую татуировку знак пацифиста с рожками и хвостом,красил волосы в разные цвета,не всем нравилось как я выгляжу но мне было поhу$,после того как я вышел из запоя я начал встречаться с девушкой и эти отношения не токисчные и не еb$$уче качели,меня смогли принять таким какой я есть,даже с кучу минусов,прошлый раз не сильно повезло и все закончилось фигово для меня,на конец 9 класса я забил на учебу и бросил учиться,но чудом сдал экзамены,я слишком рано начал ощущать весь пи!d!ец вокруг меня,я слишком часто принимал чужих людей как друзей.»